# 5196 Bustelli
Bustelli (asteróide 5196) é um asteróide da cintura principal, a 2,3278538 UA. Possui uma excentricidade de 0,1378063 e um período orbital de 1 620,38 dias (4,44 anos).
Bustelli tem uma velocidade orbital média de 18,12664084 km/s e uma inclinação de 13,22144º.
Este asteróide foi descoberto em 30 de Setembro de 1973 por Cornelis van Houten, Tom Gehrels.